# 汉舍莱
汉舍莱（阿拉伯语：‎）是阿尔及利亚汉舍莱省的省会。